# Carestia

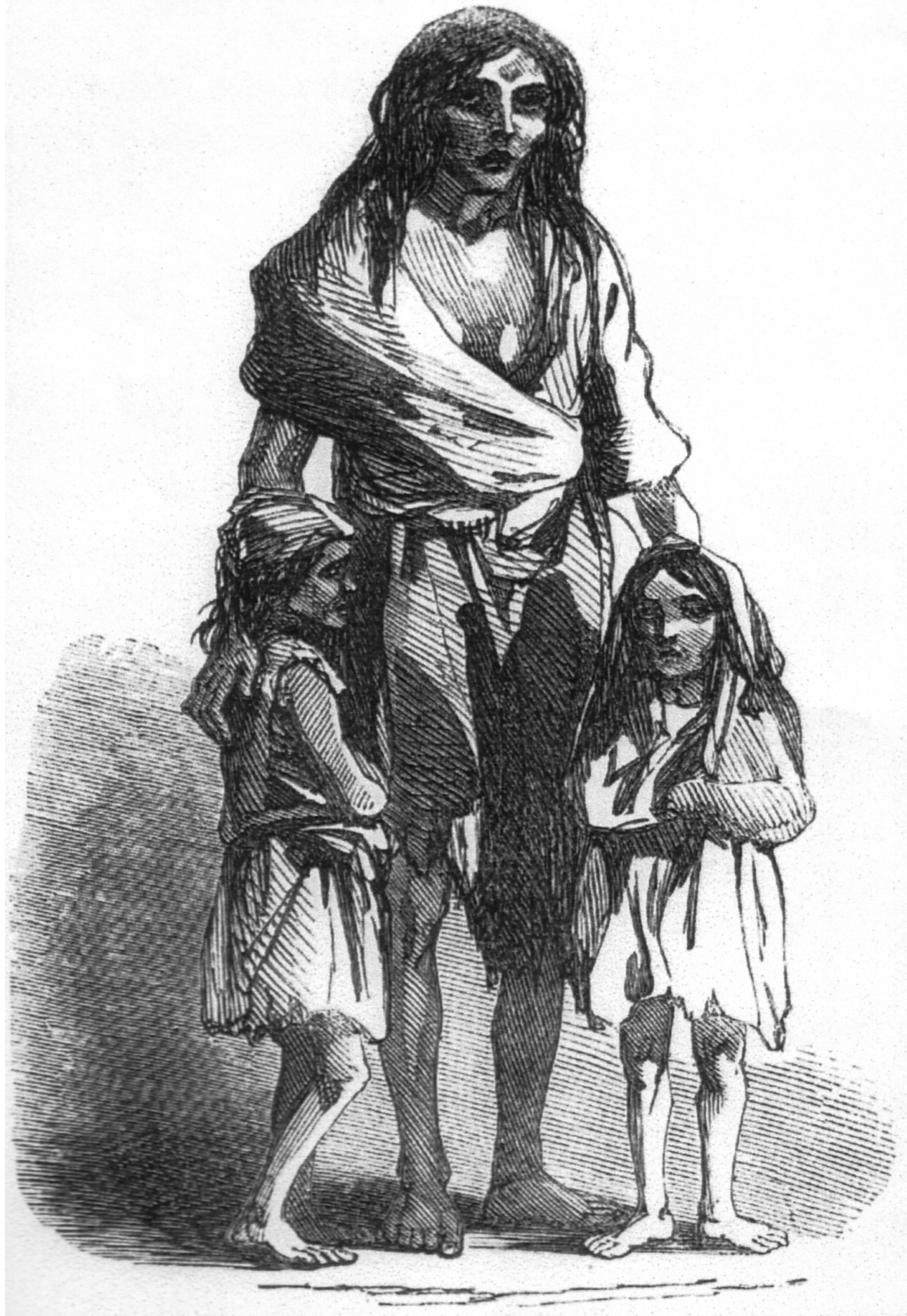
Vítimas da Grande fome na Irlanda.

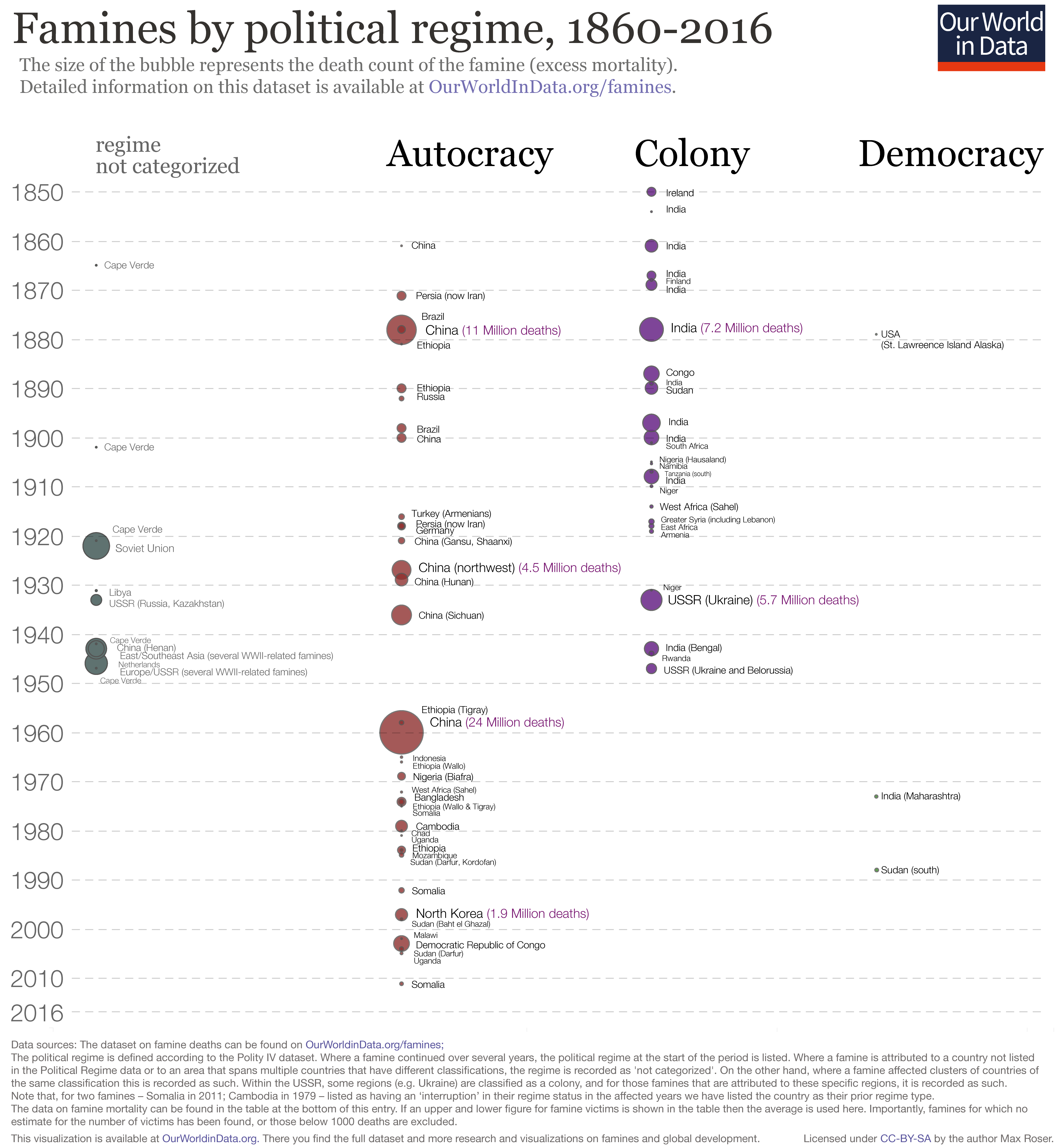
Fomes por regime político.

A fome, ou mais propriamente carestia, é uma crise social e econômica acompanhada de má nutrição em massa, epidemias e aumento na mortalidade.
Apesar de muitos casos de fome em massa coincidirem com falta de suprimentos alimentícios regional ou nacional, fome também tem ocorrido por atos econômicos ou política militar de privar certas populações de alimentos o suficiente para garantir a sobrevivência. Historicamente, fomes tem ocorrido por causa de secas, falha de colheita e pestes, e também por causas criadas pelo homem como guerra ou políticas econômicas mal planejadas. Durante o século XX, um estimado número de 70 milhões de pessoas morreram de fome em todo o globo, dos quais um estimado de 30 milhões morreram durante a fome de 1958-1961 na China. Outros casos terríveis de fome ocorridos durante o século XX foram o desastre de 1942-1945 em Bengala e vários casos de fome durante a União Soviética, incluindo o Holodomor, o caso de fome em massa de Josef Stalin sofrido na Ucrânia entre 1932-33. Outros grandes casos de fome ocorreram pelo final do século XX, como: o desastre no Camboja na década de 1970, a fome de 1984-1985 na Etiópia e a falta de comida generalizada na Coreia do Norte durante a década de 1990.
A fome pode ser ocorrer por superpopulação de uma determinada região com falha em prover recursos alimentícios em quantidade suficiente. Uma visão alternativa da fome dos pobres para dedicar recursos suficientes para conseguir alimentos essenciais ("teoria da dependência" de Amartya Sen), análises da fome que se focam em processos político-econômicos levando a criação de fome em massa, entendimento das razões complexas da mortalidade em fomes, uma apreciação de até que ponto comunidades vulneráveis a fome em massa desenvolveram estratégias para controlar o problema, e o papel do terrorismo e guerra em criar fome. Agências de ajuda humanitária modernas categorizam várias escalas de fome de acordo com a escala da fome.
Muitas área que sofreram fome em massa no passado se protegeram por meios tecnológicos e desenvolvimentos sociais. A primeira área da Europa que acabou com a fome foi a Holanda, que viu sua última fome em massa em tempos de paz no início do século XVII conforme foi se tornando uma potência econômica e estabeleceu complexas organizações políticas. Notavelmente a grande maioria das fomes em massa ocorrem em ditaduras, colonialismo ou durante guerras, Amartya Sen notou que jamais uma democracia funcional sofreu com fome nos tempos modernos.

## Características da fome

### Fome hoje
Hoje, fome em massa atinge a África subsaariana pesadamente, mas com guerras em andamento, problemas internos e falha econômica, a fome continua a ser um problema mundial com milhões de indivíduos sofrendo. A fome na Etiópia nos anos 80 teve um número imenso de mortes, apesar de que muitas fomes em massa pela Ásia durante o século XX também produziram um número expressivo de mortes. As fomes africanas modernas são caracterizadas por baixa nutrição, com a maior taxa de mortalidade entre as crianças jovens. Tecnologias de ajuda, incluindo imunização, infraestrutura de saúde pública melhorada, rações de comida e alimentação suplementar para crianças vulneráveis, têm aliviado o impacto das fomes, enquanto deixando suas causas econômicas e consequências inalteradas. Crises humanitárias também surgem de guerras civis, refugiados e episódios de violência extrema com o colapso do estado, criando condições entre as populações afetadas para que surja uma fome em massa.
Apesar das repetidas intenções dos líderes mundiais para acabar com a fome, a fome em massa continua sendo crônica na África e Ásia. Em julho de 2005, a Famine Early Warning Systems Network classificou o Níger com status de emergência, assim como Chade, Etiópia, Sudão, Somália e Zimbabwe. Em janeiro de 2006, as Nações Unidas alertaram que 11 milhões de pessoas na Somália, Quênia e Etiópia estava em perigo de severa fome em massa por uma combinação de conflitos militares e seca prolongada. Em 2007, a crise mais séria é da Darfur no Sudão.
Alguns acreditam que a revolução verde é a resposta para as fomes, principalmente durante as décadas de 1970 e 1980. A revolução verde começou no século XX com sementes híbridas de plantações de alta produtividade. Alguns criticam o processo, argumentando que estas novas plantações requerem mais fertilizantes químicos e pesticidas, que podem ser danosos ao meio ambiente. Porém, é uma opção para nações sofrendo com fome em massa. Estas plantações de alta produtividade tornam tecnicamente possível alimentar o mundo e acabar com a fome. Mas alguns problemas de natureza ética, assim também diferenças culturais e de classe podem ser o real problema em vez de falha das plantações. Além disso, existem indicações de que a capacidade de produção de alimentos tenha atingido o máximo em várias regiões do mundo, devido a certas estratégias associadas com uso excessivo de água de poços, uso excessivo de pesticidas e outros agentes químicos.
Nota-se que as fomes modernas são invariavelmente o resultado de políticas econômicas mal planejadas, fomes em massa causas de propósito para empobrecer ou marginalizar certas populações ou atos de guerra deliberados. Economistas políticos têm investigado as condições políticas que a fome pode ser prevenida. Amartya Sen demonstra que as instituições liberais que existem na Índia, incluindo eleições competitivas e imprensa livre, teve um papel significativo em evitar uma fome em massa neste país desde sua independência. Alex de Wall tem desenvolvido esta teoria para se focar nos "contratos políticos" entre os governantes e as pessoas que garantem a prevenção da fome em massa, notando a raridade de certos tipos de contrato políticos entre as populações e governantes africanos, e também o perigo que as agências de ajuda internacionais não tenham a capacidade de responsabilizar estes governos por sua incompetência.

### Causas da fome
A fundamental causa da fome é a sobrecarga de certas áreas devido a superpopulação, ocasionando falha de produção. Fomes podem ser exacerbadas por péssimos governos ou logística inadequada para distribuição de alimentos. Fomes modernas têm ocorrido em nações que, como um todo, não tinham falta de alimentos. Uma das maiores fomes em massa da história, proporcional a população afetada, foi a Grande Fome Irlandesa, de 1845-1849, que começou em 1845 pelo fato dos alimentos sendo enviados da Irlanda para a Inglaterra por que a Inglaterra tinha capacidade de pagar um preço maior. A maior fome de toda a história em números absolutos, foi a fome chinesa de 1959-1960, que ocorreu com o início do governo comunista graças ao Grande Salto Adiante.[carece de fontes?]
Um contraste interessante é como algumas nações africanas, no final da década de 1970 e início da década de 1980, que ainda eram democráticas na época, como Zimbábue e Botswana, conseguiram evitar a fome em massa, enquanto as ditaduras do Sudão e Etiópia sofriam em larga escala. Elas evitam na época uma fome em larga escala simplesmente criando empregos de curto prazo para as populações mais afetadas, garantindo o mínimo de dinheiro para elas comprarem alimentos.
Falta de alimentos e falha de uma colheita em uma região por si só não é um fator determinante para fome em larga escala. Regiões que conseguiram desenvolver seus sistemas produtivos e econômicos para gerar riqueza por outros meios além da agricultura conseguem importar facilmente suas reservas alimentícias e suprir a população. Fome é largamente associada com nações de baixo nível de desenvolvimento, com falta de agricultura industrial, se focando em agricultura de subsistência com baixa produtividade.
Desastres, seja naturais ou criados pelo homem, são associadas com condições para se criar fome em massa desde que a humanidade começou a recordar a sua história. A Torah judaica descreve várias situações deste tipo. Guerra, em particular, sempre foi associada com fome em massa, particularmente em locais em que as batalhas são em terra, queimando ou contaminando campos.
Como observado pelo economista Amartya Sen, a fome às vezes é um problema de distribuição de alimentos e pobreza. Em alguns casos, como o do Grande Salto Adiante chinês, Coreia do Norte na década de 1990, ou Zimbábue no início do século XXI, fome é causada por falha política não intencional, falta de planejamento. Algumas vezes, fome em massa pode ser usada como ferramenta para eliminar opositores políticos, como o Holodomor na Ucrânia. Em outros casos, como na Somália, fome é uma consequência da desordem civil, onde as redes de distribuição de alimentos se rompem.
No inicio do século XX, fertilizantes nitrogenados, novos pesticidas, agricultura em desertos, e outras tecnologias agrárias começaram a serem usadas como armas contra a fome. Entre 1950 e 1984, a revolução verde transformou a agricultura ao redor do mundo, em que a produção de grãos aumentou em mais de 250%. Mas esta revolução não funciona em área cujo problema da fome é a guerra ou problemas políticos.

### Efeitos da fome
Os efeitos demográficos da fome são pesados, mesmo que em curto prazo. Mortalidade é concentrada entre as crianças e idosos. Um consistente fato demográfico em todas as fomes em massa registradas, é que a mortalidade masculina é maior que a feminina, até mesmo em populações onde os homens vivem mais. Razões para isso é a maior resistência da mulher aos efeitos da fome, e que as mulheres tem mais conhecimento para conseguir comida de outras fontes para aliviar os efeitos.
Fome em massa também vem acompanhada de baixa taxa de fertilidade, seguido de explosão na taxa de natalidade logo após a fome. Mesmo que algumas teorias como de Thomas Malthus predizem que as fomes em massa reduzem a população para a quantidade de alimentos disponível, o fato é que mesmo as mais severas fomes em massa raramente conseguiram controlar o tamanho da população por mais de alguns anos.

### Níveis de insegurança nutricional
Nos tempos modernos, governos e ONGs de ajuda humanitária, tem recursos limitados para controlar os casos de fome em várias partes do planeta simultaneamente. Então foram desenvolvidos vários métodos para mensurar o nível de segurança alimentícia para alocar de forma mais eficiente a ajuda. Um dos primeiros métodos foi o Código de fome indiano, criado pelos britânicos na década de 1880. Os códigos listavam três estágios se insegurança alimentar: quase escasso, escasso e fome em massa, e este método influenciou o desenvolvimento de outras técnicas de alerta e instrumentos de medição.
Outro sistema de alerta foi criado para monitorar o norte do Quênia também possui três estágios, mas cada um associado a uma reposta pré-planejada para mitigar a crise e prevenir sua deterioração.
As experiências das organizações de ajuda humanitária ao redor durante as décadas de 1980 e 1990 resultaram em dois grandes desenvolvimentos: a abordagem "livelihoods" e o aumento de indicadores nutricionais para determinar a severidade da crise. Fome em massa não começa a matar pessoas até que ele destrua sua maneira de sobrevivência (livelihoods). Indivíduos e grupos em situação de falta de alimentos começam a fazer racionamento, procurando alternativas para suplementar sua renda, antes de tomar atitudes desesperadas, como vender sua própria casa ou fazenda. Apenas quando todos os meios de suporte acabaram, a população afetada começa a migrar em procura de comida e termina vitima da fome. Fome em massa pode ser visto como um fenômeno social, envolvendo os mercados, o preço dos alimentos e as estruturas de suporte social. Uma segunda lição aprendida é uso de mecanismos de rápida garantia nutricional, em particularmente das crianças, como um meio de mensurar a severidade da fome em massa.
Desde 2004, muitas das mais importantes agencias de ajuda humanitária tem adotado uma escala de cinco níveis para mensurar a amplitude e a intensidade da fome. A escala de intensidade usa tanto índices econômicos e mortalidade, para classificar a situação como "seguro", "inseguro", "crise", "fome", "fome severa" e "fome extrema". O número de mortes determina a amplitude, onde menos de 1 000 fatalidades é classificado como "fome residual" e uma "fome catastrófica" tendo mais de 1 milhão de mortes.
Em setembro de 2010, entretanto, a Organização das Nações Unidas para a Agricultura e a Alimentação (conhecida pela sigla FAO, do seu nome em inglês, Food and Agriculture Organization) distribuiu um comunicado baseado em seus estudos, em que afirma que, pela primeira vez em quinze anos, o índice de fome no mundo diminuiu, regredindo para menos de 1 bilhão de pessoas.
Esta queda significativa, é analisada pela organização como resultado do crescimento econômico no Terceiro Mundo e à redução mundial dos preços dos alimentos, que acontece desde 2008. Estes números, porém, ainda continuam abaixo das expectativas da ONU, que havia estabelecido uma meta para o milênio de um máximo de 400 milhões de pessoas ao redor do mundo. As regiões com maior índice de fome são a Ásia e o Pacífico, que apesar disso foram as que apresentaram a maior taxa de declínio da desnutrição, com a África subsaariana apresentando o maior índice.

## Fomes em massa passadas, por região

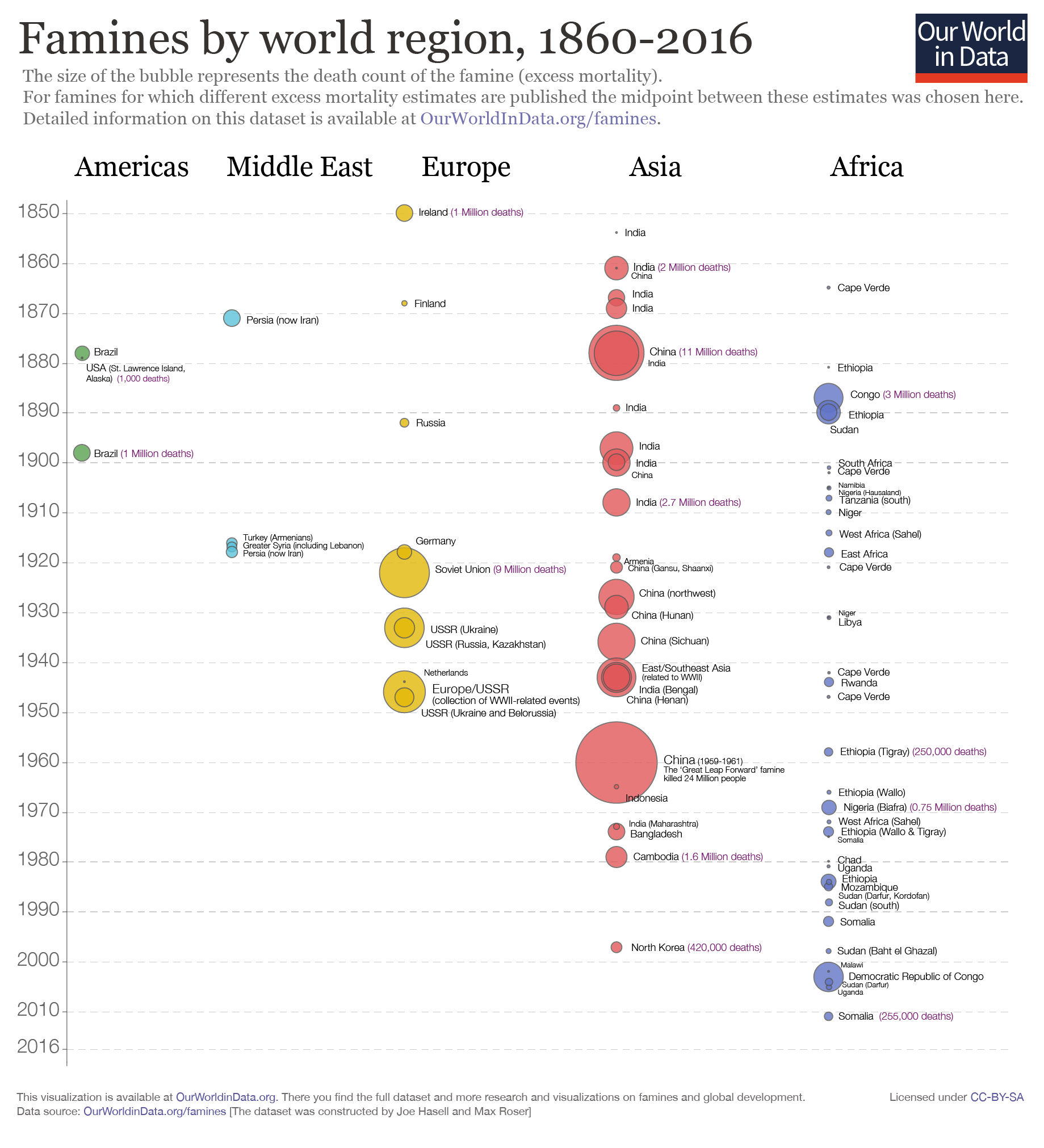
Carestia por continente

### Fome na África
No meio do século XXII antes de Cristo, uma repentina e curta mudança climática causou queda no volume de chuvas, resultando em décadas de seca no Egito. A fome e os problemas civis ocasionados acredita-se que tenha sido a causa do colapso do reino antigo. Um dos registos do primeiro período intermediário dizia "Todo o alto Egito está morrendo de fome e as pessoas estão comendo suas crianças". Historiadores da fome africana documentaram vários casos na Etiópia e têm explorado os mecanismos tradicionais adotados pelas sociedades africanas para minimizar o risco e prover comida para os mais vulneráveis em tempos de crise.
O encontro colonial viu a África sofrer numerosos e gigantescos casos de fome. Possivelmente o pior episódio tenha ocorrido em 1888 em nos anos subsequentes, com pestes infectando o gado na Eritreia, que se espalhou até a África do Sul. Na Etiópia é estimado que até 90% de todo gado nacional tenha morrido, transformando ricos fazendeiros em pobres da noite para o dia. Isso coincidiu com uma seca causada por uma oscilação do El Niño, epidemias de varíola, e em vários países, guerra intensa. No Sudão no ano de 1888 é lembrado uma das piores fomes da história, pesando também as dificuldades impostas pelo estado mahdista. A tentativas coloniais de "pacificação" só acabaram piorando a situação, como por exemplo a repressão da revolta Maji Maji de 1906. A introdução de plantações não alimentícias como algodão, e as medidas para forçar os fazendeiros a plantarem isto, também causou muita miséria, como no norte da Nigéria, contribuindo para uma fome em massa após uma severa seca em 1913.
Porém, pela metade do século XX, África não era considerada com perigo de fome em massa, exceto por pequenos episódios localizados, como em Ruanda durante a Segunda Guerra Mundial. O espectro da fome voltou no início da década de 1970, quanto a Etiópia e o oeste africano sofreram uma enorme seca. A fome etíope é largamente associada também a crise do feudalismo neste país, que ajudaram na queda do imperador Haile Selassie.

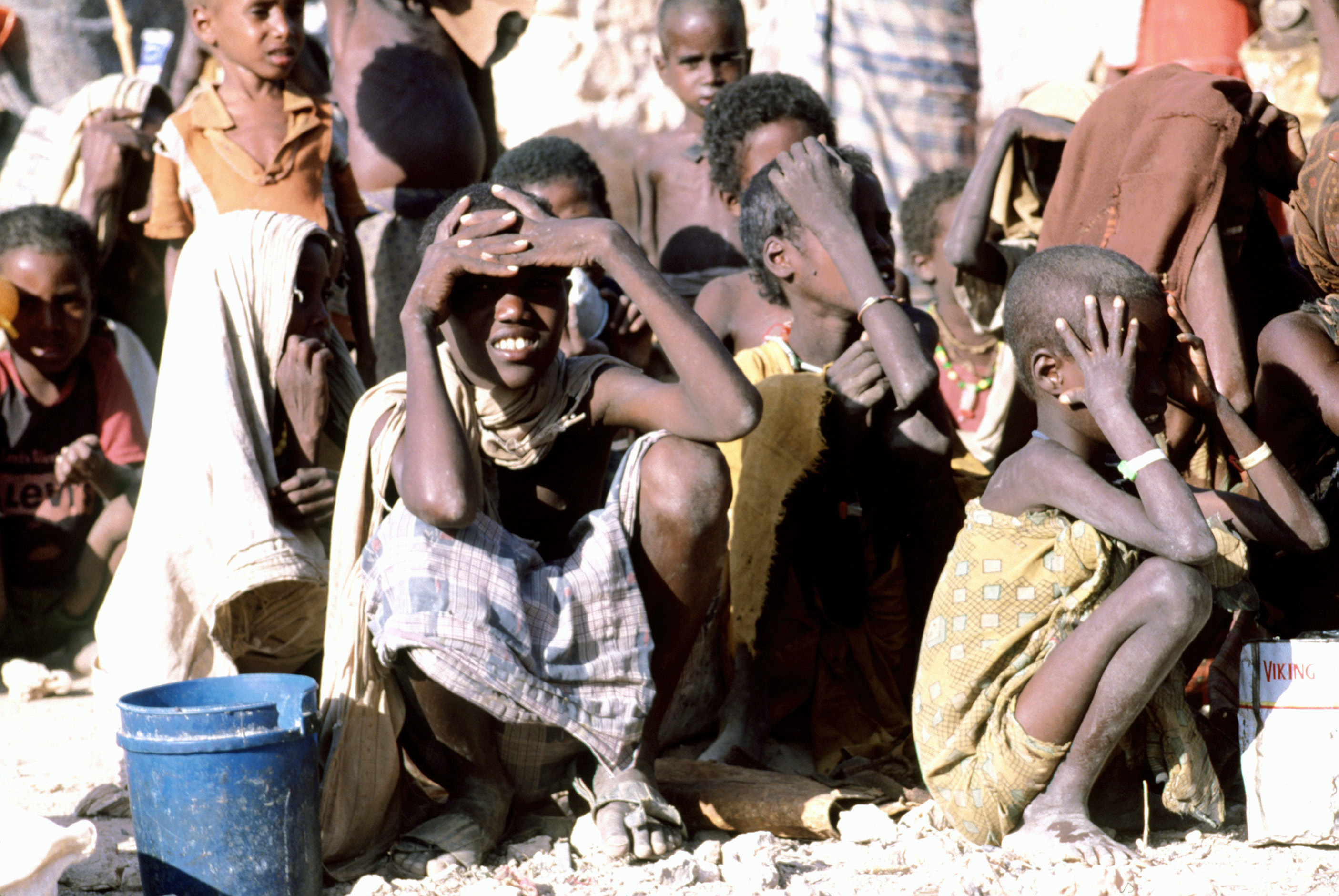
Crianças somalis esperando pela ajuda americana da Operação Good Relief em 1992

Desde então, as fomes na África têm se tornado cada vez mais frequentes, maiores e mais severas. Muitos países Africanos não são autossuficientes na produção de alimentos, precisando de outras plantações não alimentícias para conseguir dinheiro. Agricultura na África é vulnerável a flutuação climática, especialmente secas, que podem reduzir o volume de alimentos produzidos. Outros problemas também incluem infertilidade do solo, degradação e erosão, além de desertificação. A mais séria das fomes em massa africanas foram causadas por uma combinação de seca, mal planejamento econômico e conflitos. A fome etíope de 1983-1985. No Sudão, em torno da mesma data, seca e crise econômica combinados com a negação que existe falta de comida no país pelo então presidente Gaafar Nimeiry, criaram uma crise que matou aproximadamente 250 mil pessoas, e ajudou para a queda de Nimeiry.
Numerosos fatores pioram a seguridade alimentícia na África, incluindo instabilidade política, conflitos armados, guerra civil, corrupção política e péssimo gerenciamento dos suprimentos alimentícios, além de políticas de comércio que danificam a agricultura Africana. Um exemplo é a fome em massa criada por abusos nos direitos humanos em Darfur no Sudão. AIDS também tem colaborado para danificar a agricultura, reduzindo a força de trabalho.
Recentes exemplos de fome africana incluem a Etiópia em 1973 e meados de 1980, Sudão na década de 1970 e de novo em 1990 e 1998. A fome de Uganda é, em termos de taxa de mortalidade, uma das piores na história, 21% da população morreu, incluindo 60% das crianças.

### Fome na América

#### América do Sul

##### Brasil
Entre 1877-78 ocorreu a Grande Seca a maior já registrada na História do Brasil, que causou aproximadamente 1 milhão de vítimas. A estiagem de 1915 foi, também, desastrosa.
Nas secas de 1915 e 1932, foram criados campos de concentração no Ceará. O objetivo destes campos, era impedir que retirantes que migravam do interior, fugindo da seca e da fome, chegassem às grandes cidades. Estes locais de confinamento passaram a ser conhecidos como currais.

### Fome na Ásia

#### China
Escolares chineses mantém o registro de 1828 casos de fome em massa desde o ano de 108 antes de cristo até 1911 em uma ou outra província. Uma média de um caso de fome por ano. A burocracia da dinastia Qing, que devotava extensiva atenção em minimizar os casos de fome, é credito em ter evitado uma série de fomes depois de um El Niño que causou enchentes e secas. Estes eventos são comparáveis, apesar de em menor escala, aos eventos ecológicos das vastas fomes do século XIX. A China de Qing levou suas ajudas humanitárias, que incluía vastos carregamentos de comida, um requerimento para os ricos abrirem seus suprimentos aos pobres e regulação de preços, como parte de uma garantia de subsistência aos pobres, conhecida como ming-sheng.
Quando a monarquia alterou o controle estatal e os carregamentos de alimentos foram substituídos por caridade monetária no meio do século XIX, o sistema quebrou. Então entre 1877-1878 ocorreu a Grande fome do norte chinês, causado por uma seca pelo norte da China, uma vasta catástrofe. A província de Shanxi foi substancialmente devastada. A mortalidade estimada foi entre 9,5 a 13 milhões de mortos.

##### Grande Salto Adiante
A maior fome em massa do século XX, sem considerar é claro, a fome terrível e ininterrupta que o povo chinês passava sobre os governos imperialistas monárquicos e coloniais. fome de 1958-1961 na China, durante o Grande Salto Adiante, proposto por Mao Tse-tung. O objetivo era transformar a China, uma nação agrária, em potência industrial, em um único grande salto. Seguindo esta visão, o Partido Comunista Chinês insistiu para que os camponeses abandonassem suas fazendas e passassem à agricultura coletiva, inclusive produzindo aço em pequenas metalúrgicas, muitas vezes derretendo os próprios instrumentos de trabalho agrícola, no processo.
Os planos complexos de produção descentralizada do aço necessitavam desesperadamente de força de trabalho. No campo, a coletivização da agricultura foi acompanhada de uma queda do investimento no setor. Ao mesmo tempo que as condições climáticas eram desfavoráveis à produção agrícola, havia enorme desperdício de alimentos nas salas comunitárias de alimentação. Eram sinais do início da catástrofe.
Agora, é importante mencionar que após as políticas socialistas aplicadas por Mao Tse-tung e o partido comunista chines, a expectativa de vida mais que dobrou, e a mortalidade foi de uma das maiores do mundo para uma das menores, além de tornar a China uma potência industrial mundial, alcançando depois de poucos anos segurança alimentar da população. Infelizmente, a China tem se tornado lentamente uma nação com uma economia muito baseada no livre mercado e nos mercados capitalistas. 

#### Índia

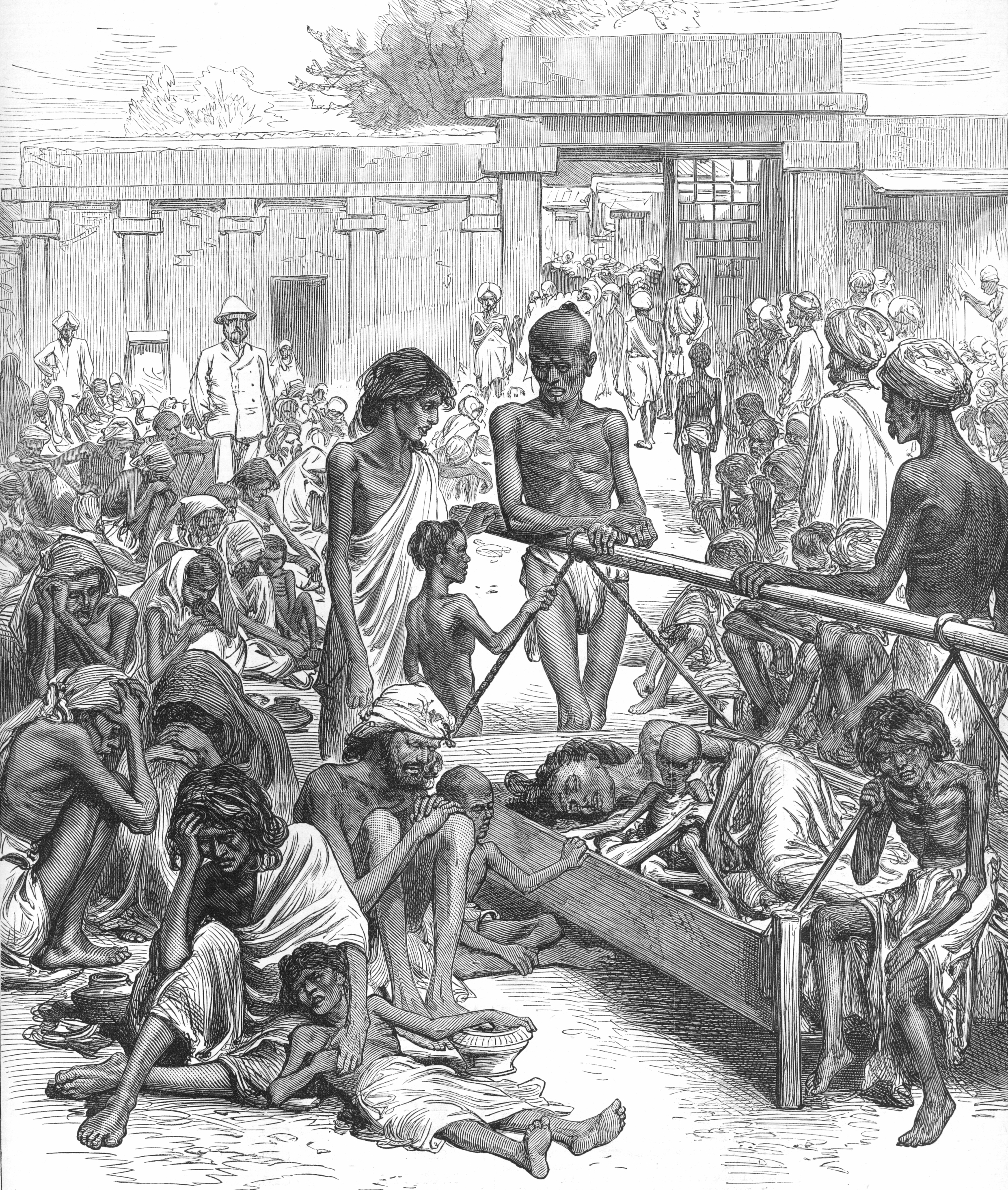
Vítimas da fome à espera de auxílio em Bangalore. Imagem publicada pelo The Illustrated London News em 20 de Outubro de 1877.

Estão registrados 14 casos de fome em massa na Índia entre o século XI e XVII. Por exemplo, durante os anos de 1022-1033, grandes fomes em massa devastaram províncias inteiras na Índia. Fome de 1630-1632 em Decão na Índia, A fome de Decão matou ao menos 2 milhões de pessoas entre 1702-1704. B.M Bhatia acredita que fomes anteriores eram localizadas, e foi apenas depois de 1860, com a colonização britânica, que a fome passou a significar falta generalizada de grãos no país. Aproximadamente 25 grandes fomes ocorreram pelos estados como Tamil Nadu ao sul, Bihar e Bengala a leste durante a metade do século XIX, matando entre 30 a 40 milhões de Indianos.
Romesh Dutt argumentou no início do século XX, e estudiosos atuais como Amartya Sen concordam, é que as fomes eram um produto tanto da chuva irregular e das políticas econômicas e administrativas britânicas, que desde de 1857 deixou sequelas, como: a conversão das fazendas locais para plantações de estrangeiros, restrições no comércio interno, taxação pesada dos indianos para as expedições mal sucedidas no Afeganistão, medidas inflacionarias que aumentarão o preço dos alimentos e as exportações de alimentos para a Inglaterra. Alguns cidadãos britânicos, como William Digby, protestaram para reformas políticas e ajuda a fome, mas lord Lytton, o viceroy do governo britânico na Índia, foi contra estas mudanças, acreditando que isso estimularia preguiça entre os trabalhadores indianos. A primeira, a Fome de 1770 em Bengala, é estimada que tenha matado 10 milhões, quase um terço da população da região na época. As fomes continuaram até a independência em 1947, com a Fome de 1943 em Bengala entre as piores, matando 3 a 4 milhões de indianos durante a Segunda Guerra Mundial.
As observações da Comissão da Fome de 1880 suporta a noção que a distribuição de alimentos é mais culpada pelas fomes do que a falta de alimentos. Eles observaram que cada província na Índia britânica, incluindo a Birmânia, tinha superávit na produção de alimentos, de em torno de 5,16 milhões de toneladas. Naquela época, a exportação anual de arroz e outros grãos da Índia era de aproximadamente 1 milhão de toneladas.
Em 1966, chegou a ter um alerta em Bihar, onde os Estados Unidos alocaram mais de 900 mil toneladas de grãos para lutar contra a fome.

#### Coreia do Norte
Fome em massa atingiu a Coreia do Norte em meados da década de 1990, criadas por enchentes sem precedentes. Esta sociedade tinha conseguido nos anos anteriores autossuficiência através de massiva industrialização da agricultura. Porém, o sistema econômico dependia de massivas reservas de combustíveis fósseis a preço subsidiado pela União Soviética e República Popular da China. Com o colapso da União Soviética e a conversão da China para a economia de mercado com moeda forte, a economia norte coreana entrou em colapso. O vulnerável setor de agricultura sofreu uma falha massiva entre 1995 e 1996, expandindo para fome em massa de 1996 até 1999. É estimado de 600 mil morreram de fome. A Coreia do Norte ainda não conseguiu autossuficiência novamente, e depende de ajuda vinda da China, Japão, Coreia do Sul e dos Estados Unidos. Recentemente, a Coreia do Norte requisitou que os suprimentos de alimentos não sejam mais entregues.

#### Vietnã
Várias fomes em massa ocorreram no Vietnã. A ocupação japonesa durante a Segunda Guerra Mundial causou a Fome vietnamita de 1945, que causou 2 milhões de mortos. Depois da unificação do país após a Guerra do Vietnã, houve uma breve crise durante a década de 1980, que fez várias pessoas deixarem o país.

### Fome na Europa

#### Europa Ocidental
A Grande fome de 1315-1317 foi a primeira crise que atingiria a Europa no século XIV, milhões de pessoas no norte europeu morreram, marcando claramente o fim do antigo período de crescimento e prosperidade durante os séculos XI e XII. Começando com um tempo ruim na primavera de 1315, falhas das plantações duraram até o verão de 1317, cuja Europa não se recuperou até 1322. Este período foi marcado por níveis extremos de atividade criminal, doenças e mortes em massa, infanticídio além de canibalismo. Ela teve consequências para a Igreja, o estado e toda sociedade europeia, além das calamidades futuras que se seguiriam.
O século XVII foi um período de mudanças para os produtores de alimentos da Europa. Por séculos eles viveram primariamente como fazendeiros de subsistência em um sistema feudal. Eles tinham obrigações com seu lord, que poderia tirar a terra deles. O lord do feudo retirava uma porção do que era colhido e dos animais durante o ano. Os agricultores tentavam minimizar a quantidade de trabalho que eles tinham que fazer na produção de alimentos. Seus lords raramente faziam pressão para eles aumentarem sua produção, exceto quando a população começava a aumentar, onde os próprios agricultores aumentavam a produção por conta própria. Mais terra era adicionada para cultivo até não ter mais disponível, onde os agricultores eram forçados a usar métodos mais trabalhosos de produção. Mesmo assim, eles geralmente trabalhavam o menos possível, dedicando seu tempo para outras coisas, como caça, pesca ou simplesmente fazendo nada, desde que eles tinham comida suficiente para sustentar a própria família. Não era do interesse deles produzir mais do que ele podia comer ou guardar para ele mesmo.
Isto passou a mudar, e seguindo a tendência dos séculos anteriores, começou a ter um aumento na agricultura voltada ao mercado. Fazendeiros, pessoas que alugavam terras para fazer lucro do produto colhido, usando trabalho assalariado, começou a se tornar cada vez mais comum, particularmente na Europa Ocidental. Era do interesse do fazendeiro agora produzir a maior quantidade possível de sua terra para poder vender em áreas que houvesse demanda do produto. Os fazendeiros pagavam seus trabalhadores em dinheiro, aumentando a comercialização em áreas rurais da sociedade. Está comercialização teve impacto profundo no comportamento dos agricultores. Agora os fazendeiros estavam interessados em aumentar a quantidade de trabalho em suas terras, não reduzir como os agricultores de subsistência estavam.
Os agricultores de subsistência também passaram a ser forçados a comercializar suas atividades devido aos aumentos dos impostos. Os impostos que tinham que ser pagos a um governo central em dinheiro, fez com que eles tivessem que começar a vender seus produtos. Eles sempre davam um jeito de garantir a própria subsistência além das obrigações com os impostos. Os agricultores também passaram a usar seu dinheiro novo para comprar produtos manufaturados. Os desenvolvimentos da agricultura e da sociedade encorajando o aumento da produção de alimentos foram gradualmente ganhando força durante o século XVII, mas acabaram sendo atingidos pelas condições adversas para a produção de alimentos na Europa ao final do século, graças a uma tendência do resfriamento da temperatura do planeta Terra.
A década de 1590 viu a pior fome em massa em séculos por toda a Europa, exceto em algumas áreas, notavelmente na Holanda. A fome foi relativamente rara durante o século XVI. A economia e a população começaram a crescer rapidamente, como as populações de subsistência tendem a fazer quando há um período prolongado de paz relativa. Apesar de os agricultores em áreas de alta densidade populacional, como o norte da Itália, terem aprendido a aumentar sua produtividade através de técnicas como a cultura promíscua, eles ainda eram bastante vulneráveis a fomes, forçando-os a trabalhar na terra ainda mais intensamente.
Todas as áreas da Europa foram afetadas, especialmente as rurais. A Holanda conseguiu escapar da maioria dos efeitos mais devastadores da fome, apesar de que ainda assim tenham sido tempos de dificuldades. Fome em massa não se estabeleceu neste país, os negócios de venda de grãos de Amesterdão com a região báltica garantiu que os holandeses conseguissem o mínimo para comer.
A Holanda tinha a agricultura mais comercial de toda a Europa na época, com várias plantações industriais. A agricultura era cada vez mais especializada e eficiente. Como resultado, a riqueza aumentou, permitindo que a Holanda mantivesse um alto suprimento alimentício. Pela década de 1960, a economia era ainda mais desenvolvida, então o país conseguiu passar por mais um período de fome em massa europeu com maior facilidade.
Nos anos em torno da década de 1960, viu-se um novo período de fomes em massa pela Europa. Estas fomes geralmente eram menos severas que as de 25 anos antes, mas ainda assim eram bem sérias em algumas áreas. Talvez a pior fome em massa foi a de 1696 na Finlândia, que matou 1/3 da população.
O período de 1740 a 1743 viu invernos rigorosos e secas no verão, que levou fome pela Europa, ocasionando um grande aumento de mortalidade.
Outras áreas são conhecidas por terem sofrido com a fome mais recentemente. França passou por um período de fome no século XIX e nas vésperas da Revolução Francesa. E fomes em massa ainda ocorriam no leste europeu durante o século XX.
Em 1845 á 1849, a Grande Fome Irlandesa, resultado das políticas de comércio britânicas sob o controle de John Russell, aconteceu. A resposta dele para a crise de alimentos foi deixada para que as forças de mercado resolvessem por conta própria. O resultado desta política, é que os alimentos irlandeses continuaram sendo exportados mesmo após o início da fome, aumentando ainda mais os preços dos alimentos. O resultado imediato foram 1 milhão de mortos e mais 1 milhão de refugiados, a maioria indo para a Inglaterra e Estados Unidos. Após o período de fome passar, infertilidade causada pelas doenças da fome e imigração, piorados pela economia controlada pelo reino britânico, causou uma queda populacional por 100 anos. A população só voltou a crescer quando a Irlanda ganhou a independência, que até então, estava pela metade desde o período de fome.
A fome voltou para a Holanda durante a Segunda Guerra Mundial, no que ficou conhecida como a Fome Holandesa de 1944. Está foi a última fome da Europa Ocidental, em que 30 mil pessoas morreram. Outras áreas passaram por períodos de fome no mesmo período.

##### Itália
Falhas de colheitas foram devastadoras para a economia do norte da Itália. A economia da área conseguia se recuperar bem das ultimas fomes em massa, mas as fomes de 1618 até 1621 coincidiram com um período de guerras na região. A economia não se recuperou por séculos. Houve uma fome severa pelo final na década de 1640, e algumas menos severas pela década de 1670.

##### Inglaterra
A agricultura inglesa não era tão desenvolvida como a holandesa, mas em 1650, sua indústria agrária começou a se comercializar em larga escala. A última fome em tempos de paz na Inglaterra foi a de 1623 a 1624. Ainda houve alguns períodos de fome, assim como na Holanda, mas nenhuma como esta. O crescimento da população continuou pesando na segurança alimentar.

#### Rússia e União Soviética
Secas e fomes no Império Russo eram conhecidas por ocorrer de cada 10 a 13 anos, com secas que aconteciam, em média, a cada 5 a 7 anos. As crises alimentares continuaram na União Soviética, sendo a mais famosa o Holodomor na RSS da Ucrânia, entre 1932 e 1933. A última grande fome da União Soviética ocorreu em 1947, por conta de uma severa seca.